# Armigeres moultoni
Armigeres moultoni är en tvåvingeart som beskrevs av Edwards 1914. Armigeres moultoni ingår i släktet Armigeres och familjen stickmyggor. Inga underarter finns listade i Catalogue of Life.